# モンテネグロ社会主義共和国

モンテネグロ社会主義共和国
Socijalistička republika Crna Gora
 Социјалистичка република Црна Гора

SFRユーゴスラビアにおけるSRモンテネグロの位置

モンテネグロ社会主義共和国（モンテネグロしゃかいしゅぎきょうわこく、セルビア・クロアチア語：Socijalistička republika Crna Gora, Социјалистичка република Црна Гора）は、ユーゴスラビア社会主義連邦共和国の構成国で、2006年に独立したモンテネグロの前身である。
第二次世界大戦中の1943年、枢軸国の支配に抵抗していたパルチザンによってモンテネグロ人民解放国家反ファシスト委員会の第1回会合が開かれ、その中で終戦後には連邦国家とする予定のユーゴスラビアの構成国として、モンテネグロ国家の設立が決定された。1963年7月7日以降、「モンテネグロ社会主義共和国」が正式な呼称となるが、それ以前の呼称はモンテネグロ人民共和国であった。国名の変更は、1963年のユーゴスラビアの憲法の変更と、モンテネグロの独自憲法の制定によって定められた。モンテネグロはセルビア・クロアチア語を公用語とし、ユーゴスラビア憲法によるところの「主要民族」（narod）に基づかない国家であった。
1991年、初の自由選挙を経て、モンテネグロ共産主義者同盟はその党名をモンテネグロ社会主義者民主党へと改め、国名からも「社会主義」の語が外された。1992年にこの国名変更は発効し、モンテネグロ共和国となった。

## 民族構成
1971年の国勢調査:
- モンテネグロ人: 355,632人 (67.15%)
- ムスリム人: 70,236人 (13.26%)
- セルビア人: 39,512人 (7.46%)
- アルバニア人: 35,671人 (6.74%)
- ユーゴスラビア人: 10,943人 (2.07%)
- クロアチア人: 9,192人 (1.74%)
- 合計: 529,604人

1981年の国勢調査:
- モンテネグロ人: 400,488人 (68.54%)
- ムスリム人: 78,080人 (13.36%)
- アルバニア人: 37,735人 (6.46%)
- ユーゴスラビア人: 31,243人 (5.35%)
- セルビア人: 19,407人 (3.32%)
- クロアチア人: 6,904人 (1.81%)
- ロマ: 1,471人 (0.25%)
- マケドニア人: 875人 (0.15%)
- スロベニア人: 564人 (0.1%)
- マジャル人: 238人 (0.04%)
- ドイツ人: 107人 (0.02%)
- ロシア人: 96人 (0.02%)
- イタリア人: 45人 (0.01%)
- その他: 816人 (0.14%)
- 無回答: 301人 (0.05%)
- 地域的関連: 1,602人 (0.27%)
- 不明: 4,338人 (0.74%)
- 合計: 584,310人

1991年の国勢調査
- モンテネグロ人: 380,467人 (61.86%)
- ムスリム人: 89,614人 (14.57%)
- セルビア人: 57,453人 (9.34%)
- アルバニア人: 40,415人 (6.57%)
- ユーゴスラビア人: 26,159人 (4.25%)
- クロアチア人: 6,244人 (1.02%)
- ロマ: 3,282人 (0.53%)
- マケドニア人: 1,072人 (0.17%)
- スロベニア人: 369人 (0.06%)
- マジャル人: 205人 (0.03%)
- ドイツ人: 124人 (0.02%)
- ロシア人: 118人 (0.02%)
- イタリア人: 58人 (0.01%)
- その他: 437人 (0.07%)
- 無回答: 1,944人 (0.32%)
- 地域的帰属: 998人 (0.16%)
- 不明: 6,076人 (0.99%)
- 合計: 615,035人